# Keith Hancock
Keith Hancock, né le 3 février 1953 à Casino, est un joueur australien de tennis, huitième de finaliste de l'Open d'Australie 1974.

## Carrière
1/8 de finaliste de l'Open d'Australie 1974, il échoue face à Colin Dibley après une belle lutte 6-4, 4-6, 5-7, 7-5, 6-8.